# Shukufuku
«Shukufuku», alternativamente titulada "The Blessing" en inglés, es una canción del dúo japonés Yoasobi de su tercer EP, The Book 3 (2023). Fue lanzado el 1 de octubre de 2022 a través de Sony Music Entertainment Japan y sirvió como tema de apertura de la primera temporada de la serie japonesa de anime mecha Mobile Suit Gundam: The Witch from Mercury. 
La canción se basó en la novela Yurikago no Hoshi del escritor de anime Ichirō Ōkouchi, que representa la perspectiva de XVX-016 Gundam Aerial hacia Suletta Mercury. "Shukufuku" alcanzó el número tres en Oricon Singles Chart y Combined Singles Chart, y el número dos en Billboard Japan Hot 100, y fue certificado platino por descargas y doble platino por streaming por la Recording Industry Association of Japan (RIAJ).

## Antecedentes y lanzamiento
A partir del 2 de septiembre de 2022, Yoasobi subió tres imágenes misteriosas de la forma negra desconocida con un fondo blanco con el texto "941", "730" y "Coming Soon!!!" durante tres días. Dos días después, se anunció el segundo video promocional de la serie japonesa de anime mecha Mobile Suit Gundam: The Witch from Mercury, revelando que Yoasobi se encargaría de su tema de apertura "Shukufuku". La canción se basó en Yurikago no Hoshi (ゆりかごの星, iluminado. "Cradle Planet"), una novela escrita por Ichirō Ōkouchi, quien también está a cargo de escribir el anime. La historia fue publicada en el sitio web oficial del anime el 2 de octubre.
La versión editada de anime de "Shukufuku" se dio a conocer el 16 de septiembre en el programa de radio especial All Night Nippon Music Week, que el dúo presentó solo durante una noche para conmemorar el 55 aniversario de All Night Nippon. La portada digital se dio a conocer el 25 de septiembre. La canción estuvo disponible para música digital y plataformas de streaming el 1 de octubre, un día antes del estreno del primer episodio del anime. El vídeo musical, dirigido por Nobutaka Yoda con dirección de animación de Yutaro Kubo, se estrenó a través del canal de YouTube del dúo al día siguiente. Presenta las mismas imágenes que el anime pero es "más cálido" que el tema principal.

## Composición y recepción
"Shukufuku" es una canción electropop y dance-pop con melodías "pegadizas" y ritmos "palpitantes", escrita y producida por Ayase, un miembro del dúo. Representa la relación entre las protagonistas principales Suletta Mercury y su XVX-016 Gundam Aerial, narrada desde la perspectiva del Gundam, luchando junto a su anfitrión y observándola antes de los eventos del anime y recordando "la adhesión y la liberación de la opresión." Fue compuesto en clave de mi menor, 170 latidos por minuto con una duración de tres minutos y 16 segundos.

## Posicionamiento en lista
| Lista (2022)                          | Mejor posición |
| ------------------------------------- | -------------- |
| Global 200 (Billboard)                | 76             |
| Hong Kong (Billboard)                 | 12             |
| Japan (Japan Hot 100)                 | 2              |
| Japan Hot Animation (Billboard Japan) | 1              |
| Japan Combined Singles (Oricon)       | 3              |
| Japan Anime Singles (Oricon)          | 1              |